# Windows Insider
Windows Insider (tiếng Việt: Chương trình Người dùng nội bộ Windows) là một chương trình kiểm thử phần mềm mở của Microsoft cho phép người dùng có giấy phép Windows 10,Windows 11 hoặc Windows Server 2016 hợp lệ đăng ký sử dụng các bản dựng tiền phát hành của hệ điều hành mà trước đây chỉ có các nhà phát triển phần mềm mới có thể tiếp cận.
Microsoft ra mắt Windows Insider dành cho các nhà phát triển, các nhà thử nghiệm doanh nghiệp và những người dùng "kỹ thuật" thử nghiệm các tính năng mới trên các bản dựng & phần mềm tiền phát hành (không được phát hành rộng rãi), từ đó thu thập dữ liệu phản hồi nhằm xác định, kiểm tra, sửa lỗi và cải thiện cho hệ điều hành Windows 10 và Windows 11 thông qua sự hỗ trợ và hướng dẫn của những người tham gia chương trình. Họ có thể trao đổi trực tiếp với các kỹ sư của Microsoft thông qua một kênh liên lạc & chẩn đoán riêng.
Chương trình được công bố ngày 30 tháng 9 năm 2014 cùng với Windows 10. Tới tháng 9 năm 2015, hơn 7 triệu người đã tham gia chương trình Windows Insider. Vào ngày 12 tháng 2 năm 2015, Microsoft bắt đầu cho phép thử nghiệm các bản xem trước của Windows 10 Mobile. Microsoft thông báo chương trình Windows Insider sẽ tiếp tục sau khi Windows 10 được phát hành chính thức để tiếp tục thử nghiệm các bản cập nhật trong tương lai.
Gabriel Aul là trưởng nhóm cũ của chương trình Windows Insider. Hiện tại Dona Sarkar là trưởng bộ phận Windows Insider. Tương tự như chương trình Windows Insider, các nhóm phát triển của Microsoft Office, Bing, Xbox và Visual Studio Code cũng đã thiết lập các chương trình Insider của riêng họ.

## Lịch sử
Microsoft ban đầu khởi động chương trình Windows Insider cho những người dùng thử doanh nghiệp và các bên kỹ thuật để thử nghiệm các tính năng mới cho nhà phát triển và thu thập phản hồi để cải thiện các tính năng được xây dựng trên Windows 10, và cho tới thời điểm ra mắt chính thức hệ điều hành Windows 10 cho PC đã có tổng cộng 5 triệu người dùng Windows Insider đã đăng ký trên cả Windows 10 và Windows 10 Mobile và những Người dùng nội bộ này là những người được nhận bản phát hành chính thức của Windows 10 đầu tiên.
Với sự ra mắt của Windows 10, ứng dụng Windows Insider đã được tích hợp trong phần Cài đặt khiến nó trở thành một thành phần được tích hợp sẵn trong Windows 10, làm cho việc cài đặt các bản dựng xem trước Windows Insider trở thành một tính năng tùy chọn có thể được truy cập trực tiếp trong hệ điều hành Windows 10 mà không cần cài đặt một ứng dụng riêng biệt.
Vào tháng 5 năm 2017, Microsoft thông báo chương trình sẽ được mở rộng cho Windows Server 2016. Bản dựng Insider đầu tiên cho hệ điều hành này được phát hành ngày 13 tháng 7 năm 2017.
Vào ngày 28 tháng 6, Microsoft đã công bố phát hành bản dựng xem trước và SDK đầu tiên của Windows 11 cho các thành viên Windows Insider.

## Các cấp độ
Các bản cập nhật Windows 10 Insider Preview được đưa tới những người dùng thử nghiệm thông qua các cấp độ ("ring") khác nhau: Người dùng nội bộ Windows ở cấp độ Fast Ring nhận các bản cập nhật trước người dùng ở cấp độ Slow Ring nhưng có thể gặp nhiều lỗi và các vấn đề khác hơn. Vào tháng 2 năm 2016, Microsoft đã giới thiệu thêm các cấp độ mới cho chương trình Windows Insider.
| Cấp độ          | Dành cho            | Mô tả |
| --------------- | ------------------- | --- |
| Canary          | Phát hành bên ngoài | Trong kênh này, các bản dựng chỉ vượt qua các bài kiểm tra tự động cơ bản sẽ được kiểm tra và xác thực. Các bản dựng này đang trong chu kỳ phát triển ban đầu với mã mới nhất và được phát hành hàng ngày, nhưng tương đối không ổn định và có nhiều lỗi. |
| Selfhost        | Phát hành nội bộ    | Trong kênh này, các bản dựng mà Người dùng nội bộ trong Kênh phát triển nhận được sẽ được xác thực. Các bản dựng này ổn định hơn Canary Channel. |
| Dev             | Phát hành bên ngoài | Trong kênh này, Người dùng nội bộ sẽ có quyền truy cập vào các bản dựng đang được thử nghiệm và xác thực trong Kênh Canary và Selfhost. Các bản dựng này ổn định hơn so với các kênh Canary và Selfhost, nhưng vẫn có một số lỗi và không ổn định.        |
| Microsoft       | Phát hành nội bộ    | Trong kênh này, các bản dựng do Người dùng nội bộ xác thực được triển khai trên toàn công ty để xác thực và sửa lỗi trước khi đưa vào Kênh Beta. Các bản dựng này ổn định hơn Kênh Dev.                                                                   |
| Beta            | Phát hành bên ngoài | Trong kênh này, Người dùng nội bộ sẽ có quyền truy cập vào các bản dựng gắn liền với một bản phát hành sắp tới cụ thể và sẽ đáng tin cậy với các bản cập nhật được Microsoft xác thực.                                                                    |
| Release Preview | Phát hành bên ngoài | Trong kênh này, Người dùng nội bộ sẽ có quyền truy cập vào bản phát hành sắp tới của Windows 10 trước khi nó được phát hành ra toàn thế giới, với các bản cập nhật chất lượng nâng cao và một số tính năng chính nhất định.                               |

## Các thiết bị được hỗ trợ

### Các vi xử lý được hỗ trợ
Vào ngày 17 tháng 7 năm 2017, một số báo cáo cho thấy phiên bản Windows 10 Creators Update không thể được cài đặt trên các PC và máy tính bảng sử dụng bộ xử lý Intel Atom "Clover Trail". Ban đầu, người ta cho rằng Microsoft và các đối tác phần cứng đã tạm thời chặn cài đặt để sửa lỗi khiến hệ điều hành hoạt động không ổn định. Tuy nhiên sau đó, Microsoft xác nhận các thiết bị chạy bộ vi xử lý "Clover Trail" Intel Atom sẽ không được nhận bản cập nhật Creators Update, do vi xử lý này không còn được Intel hỗ trợ và không có firmware phù hợp để chạy các phiên bản Windows 10 mới hơn bản cập nhật Anniversary Update.
Các bộ vi xử lý sau không còn được hỗ trợ và sẽ chỉ được cập nhật tới bản Windows 10 Anniversary Update:
- Atom Z2760
- Atom Z2520
- Atom Z2560
- Atom Z2580

Vì các PC chạy những bộ xử lý này không thể nhận các bản cập nhật tính năng mới, Microsoft đã đồng ý kéo dài thời gian hỗ trợ cho các PC này với các bản cập nhật sửa lỗi và vá bảo mật cho phiên bản tương thích mới nhất của Windows 10.
Các phiên bản Windows 10 được phát hành trước thời điểm ra mắt một bộ vi xử lý cũng không được hỗ trợ và có thể sẽ không thể cài đặt trên các máy tính chạy bộ vi xử lý đó. Ví dụ, Windows 10 phiên bản 1507 LTSB sẽ không chạy trên bộ vi xử lý Kaby Lake.

### Các thiết bị di động được hỗ trợ
Microsoft ban đầu phát hành các bản Windows 10 Insider Preview (trước đó là Windows 10 Technical Preview) cho các điện thoại Lumia cụ thể và dần dần ra mắt cho nhiều thiết bị hơn trong suốt giai đoạn thử nghiệm. Sau khi nhiều người dùng Windows Insider chỉnh sửa số model được hiển thị trên điện thoại của họ và tải các bản xem trước kỹ thuật của Windows 10 trên các thiết bị không được hỗ trợ, Microsoft đã đáp lại bằng việc chặn các bản xem trước cho tất cả các mẫu không được hỗ trợ. Để quay lại phiên bản Windows Phone 8.1, Microsoft đã phát hành công cụ Windows Phone Recovery Tool gỡ bỏ Windows 10 và khôi phục lại bản phần mềm và firmware được ra mắt chính thức mới nhất.
Bản xem trước 10080, ra mắt ngày 14 tháng 5 năm 2015, là bản dựng đầu tiên hỗ trợ thiết bị không phải Lumia, chiếc HTC One M8 for Windows. Sau đó Xiaomi, công ty đang hợp tác với Microsoft, phát hành bản ROM của Windows 10 tới chiếc Mi 4 vào 1 tháng 6 năm 2015. Bản ROM này lúc đó chỉ được phát hành cho một số người dùng tại Trung Quốc. Bản 10080 và 10166 cũng hỗ trợ thêm các thiết bị Lumia thế hệ thứ tư (dòng x40); vì vậy, tất cả các điện thoại Lumia Windows Phone 8 và về sau đã hỗ trợ bản xem trước.
Vào tháng 8 năm 2015, Microsoft thông báo dù tất cả thiết bị Windows Phone, bao gồm các thiết bị từ các đối tác phần cứng mới của Microsoft đã được giới thiệu vào năm trước sẽ được cập nhật bản Windows 10 Mobile chính thức, không phải tất cả sẽ nhận các bản xem trước qua chương trình Insider. Tuy nhiên, lúc đó họ không cung cấp thêm thông tin nào về việc thêm các thiết bị mới vào chương trình, dấu hiệu của việc Windows 10 Mobile chưa đi vào giai đoạn hoàn thiện. Microsoft thay vào đó tập trung vào các thiết bị được cài đặt sẵn Windows 10 Mobile, bao gồm 2 chiếc điện thoại cao cấp Lumia 950 và Lumia 950 XL, và 2 chiếc điện thoại giá rẻ Lumia 550 và Lumia 650. Sau đó, các thiết bị Windows 10 mới này cũng bắt đầu nhận các bản xem trước qua chương trình Insider, bắt đầu từ bản 10586 vào ngày 4 tháng 12 năm 2015. Chiếc LG Lancet phiên bản Windows Phone cũng nhận bản cập nhật này nhưng không còn được cập nhật sau đó nữa.
Ngày 19 tháng 2 năm 2016, Microsoft ra mắt bản xem trước Windows 10 Mobile "Redstone" đầu tiên, bản 14267. Từ bản dựng này, các bản xem trước sau này sẽ chỉ dành cho các thiết bị đã đang chạy phiên bản không qua chương trình Insider, ngoại trừ bản ROM cho Mi4. Tiếp tục sau đó, bản 14291 được phát hành cho các thiết bị Windows 10 sẵn có vào 17 tháng 3 năm 2016 cùng với phiên bản RTM của Windows 10 Mobile cho các điện thoại Lumia thế hệ thứ ba và thứ tư. Trong tuần kế tiếp, nó tiếp tục được phát hành cho các thiết bị Lumia cũ hơn vừa nhận bản Windows 10 Mobile chính thức ngoài các thiết bị đã được cài đặt Windows 10 Mobile trước đó.
Bản dựng xem trước Insider cuối cùng dành cho các thiết bị được hỗ trợ là bản dựng 15063, tức bản cập nhật "Creators Update", phát hành ngày 20 tháng 3 năm 2017. Trong đó đã bao gồm bản phát hành chính thức bản cập nhật "Anniversary Update" mang số hiệu 14393 vào ngày 2 tháng 8 năm 2016. Tuy nhiên, vào tháng 4 năm 2017, Microsoft thông báo nhiều thiết bị, bao gồm toàn bộ các thiết bị Lumia thế hệ thứ ba, sẽ không nhận được phiên bản RTM của bản cập nhật Creators Update và các bản dựng phát triển mang tên mã "Redstone" trong tương lai, dựa theo những phản hồi từ người dùng. Trong số các thiết bị còn được hỗ trợ, gần như tất cả, chỉ trừ Lumia 640 và Lumia 640 XL, được cài đặt sẵn Windows 10 Mobile thay vì Windows Phone 8.1.
| Nhà sản xuất               | Thiết bị                                       | Threshold (RTM)            | Redstone 1 (Anniversary Update) | Redstone 2 (Creators Update) | Redstone 2 (Creators Update) |
| Nhà sản xuất               | Thiết bị                                       | Threshold (RTM)            | Redstone 1 (Anniversary Update) | Bản phát hành thứ nhất       | Bản phát hành thứ hai        |
| Thiết bị Windows 10 Mobile | Thiết bị Windows 10 Mobile                     | Thiết bị Windows 10 Mobile | Thiết bị Windows 10 Mobile      | Thiết bị Windows 10 Mobile   | Thiết bị Windows 10 Mobile   |
| -------------------------- | ---------------------------------------------- | -------------------------- | ------------------------------- | ---------------------------- | ---------------------------- |
| Acer                       | Liquid Jade Primo                              | Không                      | 14393                           | Có                           | Không                        |
| Alcatel                    | Fierce XL                                      | Không                      | Có                              | Có                           | Xem trước                    |
| Alcatel                    | Idol 4s                                        | Không                      | Có                              | Có                           | Xem trước                    |
| HP                         | Elite x3                                       | Không                      | 14291                           | Có                           | Xem trước                    |
| MCJ                        | Madosma Q501                                   | Không                      | 14291                           | Có                           | Không                        |
| MCJ                        | Madosma Q601                                   | Không                      | Không                           | 15063                        | Xem trước                    |
| Microsoft Mobile           | Lumia 550                                      | 10586                      | 14291                           | Có                           | Có lẽ                        |
| Microsoft Mobile           | Lumia 650                                      | 10586                      | Có                              | Có                           | Xem trước                    |
| Microsoft Mobile           | Lumia 950                                      | 10586                      | Có                              | Có                           | Xem trước                    |
| Microsoft Mobile           | Lumia 950 XL                                   | 10586                      | Có                              | Có                           | Xem trước                    |
| SoftBank                   | 503LV                                          | Không                      | Không                           | 15063                        | Xem trước                    |
| Trinity                    | NuAns Neo                                      | Không                      | Không                           | 15063                        | Xem trước                    |
| Vaio                       | VPB051                                         | Không                      | Không                           | 15063                        | Không                        |
| Vaio                       | Phone Biz                                      | Không                      | Không                           | 15063                        | Xem trước                    |
| Thiết bị Windows Phone 8.1 |                                                |                            |                                 |                              |                              |
| BLU                        | Win HD W510U                                   | Không                      | 14291                           | Có                           | Không                        |
| BLU                        | Win HD LTE X150Q                               | Không                      | 14267                           | Có                           | Không                        |
| HTC                        | One M8                                         | 10080                      | Không                           | Không                        | Không                        |
| LG                         | Lancet                                         | 10586                      | Không                           | Không                        | Không                        |
| Nokia/Microsoft Mobile     | Dòng Lumia 430 Bao gồm cả 430 và 435           | 10051                      | 14291                           | Có                           | Không                        |
| Nokia/Microsoft Mobile     | Dòng Lumia 520 Bao gồm cả 520, 521, 525 và 526 | 10051                      | Không                           | Không                        | Không                        |
| Nokia/Microsoft Mobile     | Lumia 530                                      | 10051                      | Không                           | Không                        | Không                        |
| Nokia/Microsoft Mobile     | Lumia 532                                      | 10051                      | 14291                           | Có                           | Không                        |
| Nokia/Microsoft Mobile     | Lumia 535                                      | 10051                      | 14291                           | Có                           | Không                        |
| Nokia/Microsoft Mobile     | Lumia 540                                      | 10080                      | 14291                           | Có                           | Không                        |
| Nokia/Microsoft Mobile     | Lumia 620                                      | 10051                      | Không                           | Không                        | Không                        |
| Nokia/Microsoft Mobile     | Lumia 625                                      | 10051                      | Không                           | Không                        | Không                        |
| Nokia/Microsoft Mobile     | Dòng Lumia 630 Bao gồm cả 630, 635, 636 và 638 | Có                         | 14291 Trừ bản 512 MB            | Có Trừ bản 512 MB            | Không                        |
| Nokia/Microsoft Mobile     | Lumia 640                                      | 10586                      | 14291                           | Có                           | Xem trước                    |
| Nokia/Microsoft Mobile     | Lumia 640 XL                                   | 10080                      | 14291                           | Có                           | Xem trước                    |
| Nokia/Microsoft Mobile     | Lumia 720                                      | 10051                      | Không                           | Không                        | Không                        |
| Nokia/Microsoft Mobile     | Lumia 730                                      | 9941                       | 14291                           | Có                           | Không                        |
| Nokia/Microsoft Mobile     | Lumia 735                                      | 10051                      | 14291                           | Có                           | Không                        |
| Nokia/Microsoft Mobile     | Lumia 810                                      | 10051                      | Không                           | Không                        | Không                        |
| Nokia/Microsoft Mobile     | Lumia 820                                      | 10051                      | Không                           | Không                        | Không                        |
| Nokia/Microsoft Mobile     | Lumia 822                                      | 10051                      | Không                           | Không                        | Không                        |
| Nokia/Microsoft Mobile     | Lumia 830                                      | Có                         | 14291                           | Có                           | Không                        |
| Nokia/Microsoft Mobile     | Lumia 920                                      | 10051                      | Không                           | Không                        | Không                        |
| Nokia/Microsoft Mobile     | Lumia 925                                      | 10051                      | Không                           | Không                        | Không                        |
| Nokia/Microsoft Mobile     | Lumia 928                                      | 10051                      | Không                           | Không                        | Không                        |
| Nokia/Microsoft Mobile     | Lumia Icon                                     | 10051                      | 14332                           | Có                           | Không                        |
| Nokia/Microsoft Mobile     | Lumia 930                                      | 10080                      | 14291                           | Có                           | Không                        |
| Nokia/Microsoft Mobile     | Lumia 1020                                     | 10051                      | Không                           | Không                        | Không                        |
| Nokia/Microsoft Mobile     | Lumia 1320                                     | 10051                      | Không                           | Không                        | Không                        |
| Nokia/Microsoft Mobile     | Lumia 1520                                     | 10051                      | 14291                           | Có                           | Không                        |
| ROM dành cho thiết bị MIUI |                                                |                            |                                 |                              |                              |
| Xiaomi                     | Mi4                                            | 10080                      | Có                              | Có                           | Không                        |